# La Goletta
La Goletta (in arabo حلق الوادي‎?, Halq al-Wādī; in francese: La Goulette) è una cittadina costiera della Tunisia situata a 10 km dalla capitale Tunisi, di cui costituisce l'avamporto.
La città, che ha 28.407 abitanti (2004), ospitava un tempo una cospicua comunità italiana - che ha annoverato fra i suoi esponenti di spicco anche l'attrice Claudia Cardinale - che ha dato origine al quartiere ancor oggi denominato "Piccola Sicilia".

## Etimologia
Contrariamente a quanto si potrebbe immaginare, il nome della città - che pure è quello di una località marittima - non ha nulla a che vedere con l'omonima imbarcazione, ma deriva dal toponimo arabo Halq al-Wādī ("gola del fiume"), che designa la strozzatura (un canale largo 28 metri) per mezzo della quale la laguna di Tunisi comunica col mare aperto ed ai cui lati è sorta la città.

## Storia

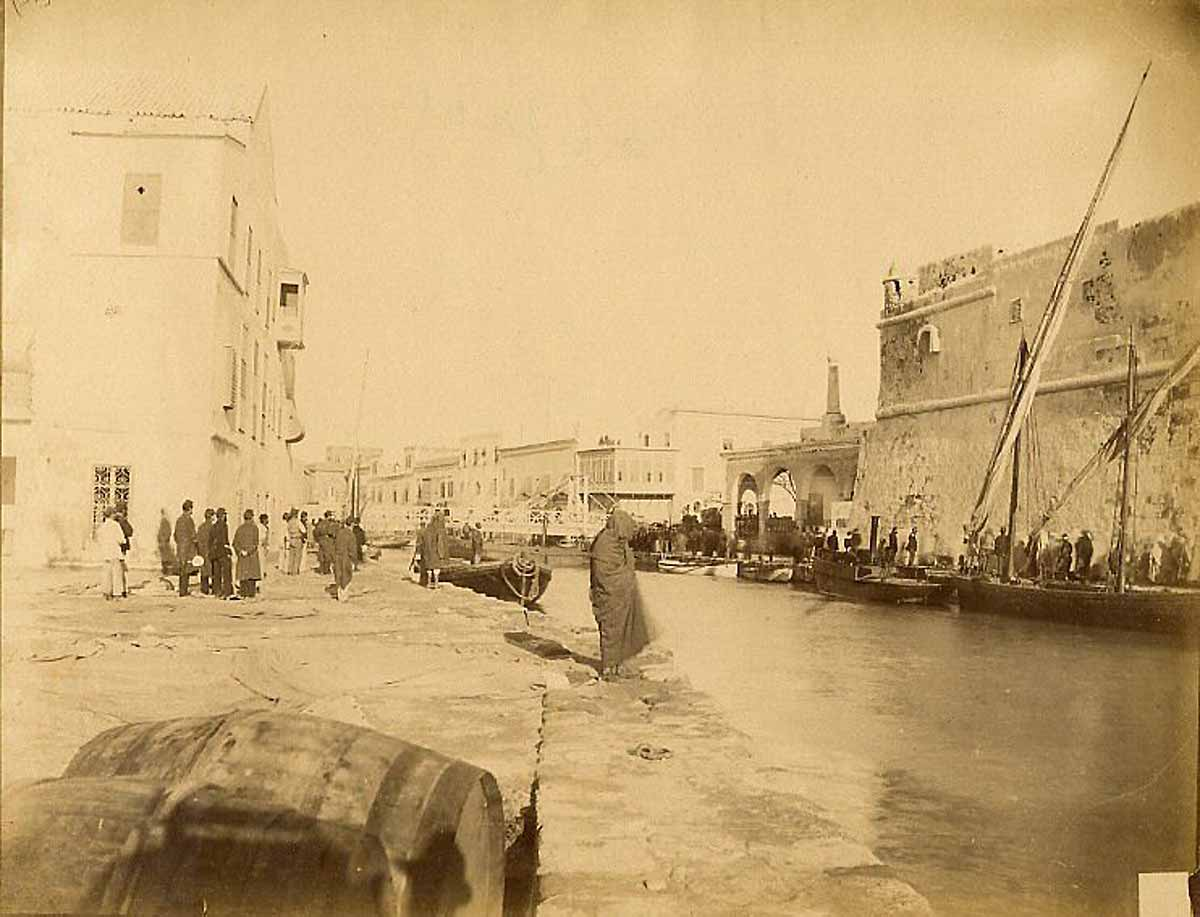
Il canale della Goletta verso il 1880

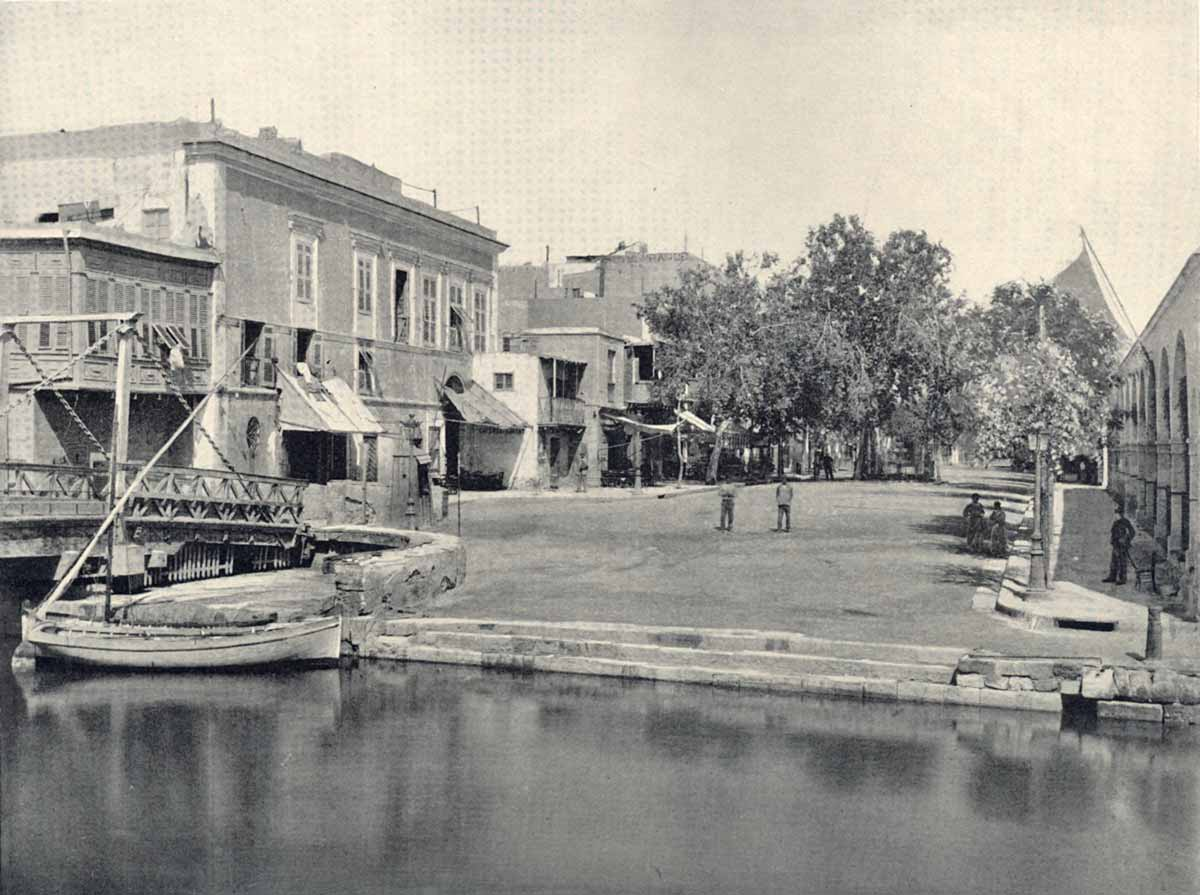
Piazza Ahmed Bey nel 1900 circa

La fortezza della Goletta fu costruita nel 1535 da Carlo I di Spagna (Carlo V come Imperatore), ma fu catturata dai turchi ottomani già nel 1574. I resti delle fortificazioni ispano-turche sono ancora visibili.
Il porto era una meta popolare per le vacanze estive nel XIX secolo, conosciuta come 'la petite Sicile'. Ospitava infatti una considerevole comunità italiana, ebraica e maltese.
La Goletta si sviluppò a partire dalla seconda metà dell'Ottocento come nuovo quartiere non lontano dalla capitale a seguito dell'arrivo, dapprima modesto numericamente, di immigrati maltesi e siciliani (in particolare dalle province di Palermo, Trapani ed Agrigento), attirati dalle prospettive di lavoro legate a specifiche attività marinare e portuali.
A partire dal 1868, anno in cui il Trattato della Goletta incoraggiò l'immigrazione in Tunisia, l'arrivo degli italiani si fece sempre più massiccio, fino ad assumere la portata di autentiche ondate immigratorie che cambiarono la fisionomia della città. In quegli anni l'America era ancora una meta troppo difficile da raggiungere per i siciliani e i maltesi in cerca di fortuna, cosicché il flusso emigratorio si riversò sulla vicina Tunisia. La stragrande maggioranza di questi coloni - che erano braccianti, manovali, minatori e pescatori - giunse alla Goletta in condizioni di sostanziale miseria.
Nel giro di pochi decenni gli italiani si riscattarono dall'indigenza e divennero l'elemento maggioritario in città, dando vita al quartiere della Piccola Sicilia. Nel contempo vennero fondati una camera di commercio (1884), la filiale della Banca Siciliana, il quotidiano "L'Unione" ed altri enti culturali ed assistenziali dedicati agli italiani (teatri, cinema, scuole, ospedale). I nuovi venuti vissero comunque pacificamente a lato della popolazione autoctona; anzi le due comunità si amalgamarono parzialmente attraverso matrimoni misti. In questo scenario di vivace cosmopolitismo furono frequenti le interazioni culturali a livello di abbigliamento, tradizioni e addirittura solennità religiose.
Se gli italiani in Tunisia erano già circa 25.000 nel 1870, in occasione del censimento del 1926 vennero contati in 89.216, di cui migliaia residenti alla Goletta.
| anno                                                                         | tunisini musulmani | tunisini ebrei | francesi | italiani     | maltesi | totale |
| ---------------------------------------------------------------------------- | ------------------ | -------------- | -------- | ------------ | ------- | ------ |
| 1921                                                                         | 778                | 1540           | 772      | 2449 (40,8%) | 381     | 5997   |
| 1926                                                                         | 1998               | 2074           | 1264     | 2921 (33,8%) | 299     | 8653   |
| 1931                                                                         | 2274               | 843            | 2233     | 3476 (37,5%) | 332     | 9260   |
| 1936                                                                         | 2343               | 1668           | 2713     | 3801 (35,0%) | 265     | 10 862 |
| Fonte: Paul Sebag, Tunis. Histoire d'une ville, ed. L'Harmattan, Parigi 1998 |                    |                |          |              |         |        |

Nel 1964, quando il presidente Habib Bourguiba ordinò il sequestro dei beni degli stranieri, questi ultimi presero la via dell'esilio. Gli italiani della Goletta, non avendo che documenti francesi, non ebbero altra scelta che cercare di rifarsi una vita in Francia, dove andarono ad aggiungersi ai pieds-noirs provenienti dall'Algeria.
Le poche vestigia del passato europeo della Goletta sono la chiesa cattolica, progettata a metà dell’Ottocento dall’architetto Luigi Calligaris, alcune case con fregi liberty ed alcune frasi in lingua siciliana rimaste nella memoria dei tunisini più anziani. A mantenere un legame con la terra natia di molti esuli è il Corriere di Tunisi, un periodico quindicinale nato nel 1956 e diffuso oltremare dopo la diaspora della Goletta.
La più celebre figlia della Goletta è l'attrice Claudia Cardinale, che prese la strada del successo dopo essere stata eletta nel 1957 la più bella italiana di Tunisi.